# كيم ويستون
كيم ويستون (بالإنجليزية: Kim Weston)‏ هو مصور أمريكي، ولد في 1953.